# Nancras
Nancras település Franciaországban, Charente-Maritime megyében. Lakosainak száma 795 fő (2022. január 1.). Nancras Balanzac, Le Gua, Sablonceaux és Sainte-Gemme községekkel határos.

## Népesség
A település népességének változása:
| Lakosok száma | 303  | 325  | 353  | 548  | 779  | 791  | 786  | 798  | 796  | 795  |
|               | 1968 | 1982 | 1990 | 2006 | 2013 | 2015 | 2017 | 2019 | 2020 | 2022 |